# U Gotta Feel Me
U Gotta Feel Me jest drugim studyjnym albumem (trzecim ogólnie) – amerykańskiego rapera Lil’ Flipa. Został wydany 30 marca, 2004 roku. Zadebiutował na 4. miejscu na Billboard 200 ze sprzedażą 198.000 egzemplarzy w pierwszym tygodniu, stając się najlepiej notowanym albumem w karierze Flipa. Pierwszy singiel „Game Over (Flip)” uplasował się na 8. pozycji na R&B/Hip-Hop Songs i na 15. na Billboard Hot 100. Kolejny singiel „Sunshine” z udziałem Lea, piosenkarki, dotarł do drugiego miejsca Billboard Hot 100 i Hot R&B/Hip-Hop Songs, równocześnie stając się największym przebojem karierze Lil Flipa. Album uzyskał platynę w sierpniu 2004 roku. U Gotta Feel Me w samych Stanach Zjednoczonych sprzedał się w ilości ponad 1 miliona egzemplarzy, również stając się najlepiej sprzedającym się albumem w jego karierze.

## Lista utworów

### CD 1
| #  | Tytuł                      | Goście                            | Czas |
| -- | -------------------------- | --------------------------------- | ---- |
| 1  | „I Came to Bring the Pain" | Ludacris, Tity Boi & Static Major | 4:47 |
| 2  | „The Ghetto"               | —                                 | 2:22 |
| 3  | „Bounce"                   | —                                 | 4:31 |
| 4  | „All I Know"               | Cam’ron                           | 2:56 |
| 5  | „Game Over (Flip)”         | —                                 | 3:52 |
| 6  | „Sun Don't Shine"          | —                                 | 3:25 |
| 7  | „Represent"                | David Banner & Three 6 Mafia      | 4:32 |
| 8  | „Rags 2 Riches"            | Will-Lean                         | 4:09 |
| 9  | „Ain’t No Party"           | Will-Lean                         | 3:46 |
| 10 | „Check (Let's Ride)”       | —                                 | 3:48 |
| 11 | „Dem Boyz"                 | —                                 | 4:04 |
| 12 | „Sunshine”                 | Lea                               | 3:45 |

### CD 2
| # | Tytuł                                  | Goście                                            | Czas |
| - | -------------------------------------- | ------------------------------------------------- | ---- |
| 1 | „Ya'll Don't Want It"                  | Jim Jones                                         | 4:51 |
| 2 | „We Ain’t Playin'”                     | Pastor Troy, Baby D, Killer Mike & Shawty Beezlee | 4:36 |
| 3 | „U Neva Know"                          | Butch Cassidy                                     | 4:08 |
| 4 | „Throw Up Yo' Hood"                    | —                                                 | 3:20 |
| 5 | „Drugz [Screwed & Chopped]”            | —                                                 | 4:36 |
| 6 | „Where I’m From"                       | Grafh, Gravy & Will-Lean                          | 4:59 |
| 7 | „Dem Boyz [Remix] [Screwed & Chopped]” | Skillz                                            | 5:16 |
| 8 | „What’s My Name"                       | —                                                 | 5:13 |
| 9 | „Ain’t No Nigga"                       | David Banner                                      | 3:36 |

## Single
Game Over (Flip)
| Notowanie                        | Pozycja |
| -------------------------------- | ------- |
| Hot Rap Tracks                   | 4       |
| Top 40 Tracks                    | 3       |
| Hot R&B/Hip-Hop Singles & Tracks | 8       |
| Billboard Hot 100                | 15      |

Sunshine
| Notowanie                        | Pozycja |
| -------------------------------- | ------- |
| Hot Rap Tracks                   | 2       |
| Top 40 Tracks                    | 3       |
| Hot R&B/Hip-Hop Singles & Tracks | 2       |
| Billboard Hot 100                | 2       |